# Chalcothore montgomeryi
Chalcothore montgomeryi е вид водно конче от семейство Polythoridae. Видът не е застрашен от изчезване.

## Разпространение и местообитание
Разпространен е във Венецуела.
Обитава сладководни басейни, реки и потоци.